# Otto Carlsson (Fußballspieler)
Otto Carlsson (* 16. Dezember 1901; † 1. März 1982) war ein schwedischer Fußballspieler und -trainer.

## Spielerkarriere

### Vereine
Carlsson begann 15-jährig beim Limhamns IF mit dem Fußballspielen und wechselte nach einem zweijährigen Aufenthalt bei Malmö Läroverks IF zu Beginn des Jahres 1920 ins Sportinternat des IFK Malmö. Zwei Jahre später, im Januar 1920, rückte er in die erste Mannschaft auf, für die er bis Jahresende 1921 spielte.
Aus Gründen der Berufsausbildung gelangte er nach Deutschland und begann eine Kaufmannslehre in Lübeck. In dieser Stadt schloss er sich dem Lübecker BV an, bevor er 1922 zum Hamburger SV wechselte.

Die Victoria – Wanderpokal für den Deutschen Fußballmeister von 1903 bis 1944 – gewann der Hamburger SV erstmals 1923 und 1928 erneut.

Seine ersten Punktspiele bestritt er in der vom Norddeutschen Fußball-Verband ausgetragenen Meisterschaft 1922/23 im Alsterkreis der Ligaklasse Groß-Hamburg. Als Sieger aus dieser hervorgegangen, nahm er mit der Mannschaft auch an der Endrunde um die Norddeutsche Meisterschaft teil. Über das erfolgreiche Qualifikationsspiel gegen Borussia Harburg, dem erfolgreichen Viertelfinalspiel bei Eintracht Hannover und dem Freilos im Halbfinale, zog er mit dem Hamburger SV in das Finale ein. Das am 29. April 1923 im Stadion Hoheluft gegen Holstein Kiel ausgetragene Finale wurde mit 2:0 gewonnen. In der Endrunde um die Deutsche Meisterschaft 1923 debütierte er am 13. Mai in Altona beim 2:0-Sieg in der Viertelfinalbegegnung mit Guts Muts Dresden. Danach bestritt er das am 27. Mai in Stettin ausgetragene Halbfinale, das gegen den VfB Königsberg mit 3:2 gewonnen wurde. Er war Teil der Mannschaft, die am 10. Juni im Deutschen Stadion in Berlin vor 64.000 Zuschauern mit 3:0 gegen den SC Union Oberschöneweide die Deutsche Meisterschaft gewann. Die Folgesaison schloss er mit dem Hamburger SV mit zwei Titeln ab; zunächst gewann er erstmals die Meisterschaft im Bezirk Groß-Hamburg, anschließend und erneut die Norddeutsche Meisterschaft.
Mit Saisonbeginn 1924/25 bis Saisonbeginn 1926/27 trat er beim Hamburger SV nicht in Erscheinung. Grund hierfür war die Rückkehr nach Schweden, um seiner Wehrpflicht nachzukommen. Zeitweise war er dabei bei wieder bei seinem ehemaligen Klub IFK Malmö registriert.
Mit Rückkehr zum Hamburger SV spielte er noch bis 1933 für diesen, unterbrochen von der Saison 1929/30, in der er vorübergehend 15 Punktspiele für den IFK Malmö in der Fotbollsallsvenskan, der höchsten Spielklasse im schwedischen Fußball, bestritt.
1927/28 bestritt er seine letzten vier Endrundenspiele um die Deutsche Meisterschaft, an deren Ende der erneute Titelgewinn stand. Nachdem er mit der Mannschaft erfolgreich das Achtel- und Viertelfinale bestritten und gegen den FC Bayern München im Halbfinale mit 8:2 gewonnen hatte, siegte sie mit ihm auch am 29. Juli im Altonaer Stadion mit 5:2 gegen Hertha BSC. Während seiner Vereinszugehörigkeit (bis Dezember 1933) bestritt er 194 Pflichtspiele für den Hamburger SV, darunter 20 Endrundenspiele um die Deutsche Meisterschaft.
Nach seiner Hamburger Zeit schloss er sich erneut dem Lübecker BV (nunmehr: Phönix) an, dem er von Januar 1934 bis 1941 angehörte. Spielte er die Saison 1934/35 noch in der zweitklassigen Bezirksklasse, so kam er als Bezirksmeister fortan von 1935 bis 1938 in der Gauliga Nordmark, in einer von zunächst 16, später auf 23 aufgestockten Gauligen zur Zeit des Nationalsozialismus als einheitlich höchste Spielklasse im Deutschen Reich zum Einsatz.

### Stationen
- 1920 bis 1921: IFK Malmö
- 1922: Lübecker BV 03
- 1922 bis 1924: Hamburger SV
- 1924 bis 1926: IFK Malmö
- 1926 bis 1929: Hamburger SV
- 1929 bis 1930: IFK Malmö
- 1930 bis 1933: Hamburger SV
- 1934 bis 1941: LBV Phönix

### Nationalmannschaft
Carlsson bestritt 1926 zwei Länderspiele für die Nationalmannschaft Schwedens. Bei seinem Nationalmannschaftsdebüt traf er auf die Nationalmannschaft Deutschlands. Das am 20. Juni im Nürnberger Sportpark Zerzabelshof ausgetragene Testspiel endete 3:3 unentschieden. Knapp zwei Wochen später lief er im Prager Sparta-Stadion bei der 2:4-Niederlage gegen die Nationalmannschaft der Tschechoslowakei auf, im von Eugen Braun geschiedsten Spiel blieb er abermals ohne eigenen Torerfolg.

## Erfolge
- Deutscher Meister 1923, 1928
- Norddeutscher Meister 1923, 1924, 1928, 1929, 1931, 1932, 1933
- Bezirksmeister Groß-Hamburg 1924, 1927, 1928, 1931, 1932, 1933

## Trainerkarriere
1942 kehrte er endgültig nach Schweden zurück und war in seiner Heimat als Trainer tätig, unter anderem für die Erstligisten IK Brage und IFK Malmö.